# Mahmoud Rizk
Mahmoud Rizk (tiếng Ả Rập: محمود رزق là một cầu thủ bóng đá người Ai Cập hiện tại thi đấu ở vị trí trung vệ cho câu lạc bộ Ai Cập El-Entag El-Harby. Rizk chuyển từ El-Mansoura đến Al Ahly năm 2015 với bản hợp đồng 5 năm, nhưng anh được cho mượn đến El-Entag El-Harby trong 1 năm, trong mùa giải, anh gặp chấn thương dây chằng, và cuối cùng chuyển đến El-Entag. Năm 2017, anh gia hạn hợp đồng with El-Entag for 2 years.